# Tom Fuccello
Tom Fuccello (* 11. Dezember 1936 in Newark, New Jersey; † 16. August 1993 in Van Nuys, Los Angeles, Kalifornien) war ein US-amerikanischer Schauspieler.
Sein Schauspiel-Debüt gab er 1972. Den größten Erfolg seiner Karriere hatte er durch seine Rolle als Dave Culver in der US-Serie Dallas, wo er von 1979 bis 1991 in 35 Folgen zu sehen war.
Fuccello starb an AIDS.

## Filmografie
- 1976: Eine amerikanische Familie
- 1979–1983, 1984, 1986–1988, 1989–1991: Dallas
- 1980: Unter der Sonne Kaliforniens
- 1983: Simon & Simon
- 1986: Das Imperium – Die Colbys
- 1987: Im Zentrum der Hölle
- 1988: Mick, mein Freund vom anderen Stern
- 1989: Gefährlicher Ruhm
- 1990: Die U-Boot Akademie
- 1990: Rock Hudson
- 1991: Beverly Hills, 90210
- 1992: Palm Beach-Duo
- 1992: Schatten der Leidenschaft

## Weblink
- Tom Fuccello bei IMDb

| Personendaten    | Personendaten                      |
| ---------------- | ---------------------------------- |
| NAME             | Fuccello, Tom                      |
| KURZBESCHREIBUNG | US-amerikanischer Schauspieler     |
| GEBURTSDATUM     | 11. Dezember 1936                  |
| GEBURTSORT       | Newark, New Jersey                 |
| STERBEDATUM      | 16. August 1993                    |
| STERBEORT        | Van Nuys, Los Angeles, Kalifornien |